# زروكان (سياهو)
زروکان (بالفارسية: زروکان) هي قرية تقع في إيران في قسم سياهو الريفي. يقدر عدد سكانها بـ 209 نسمة بحسب إحصاء 2016.